# Radnai Pál
Radnai Pál (Budapest, Erzsébetváros, 1905. november 17. – Kőszeg, 1945. február 25.) belgyógyász, egyetemi tanársegéd.

## Élete
Radnai Sándor (1871–1951) szájsebész, őrnagy-orvos és Brauner Aranka (1880–1950) fiaként született zsidó családban. A VI-VII. kerületi református egyház lelkésze által kiállított keresztelési anyakönyv szerint 1919. június 26-án áttért a református vallásra. Középiskolai tanulmányait a Budapesti VII. kerületi Magyar Királyi Állami Madách Imre Főgimnáziumban végezte. A budapesti Pázmány Péter Tudományegyetemen 1929. szeptember 21-én avatták orvosdoktorrá. 1933-ban belbetegségek tárgykörből szakorvosi képesítést szerzett. 1928–1930 között az I. sz. Kórbonctani Intézet díjtalan gyakornoka, 1930–1936 között a III. sz. Belklinika fizetéstelen gyakornoka, 1935–1936-ban fizetéstelen tanársegéde, 1936–1937-ben a II. sz. Belklinikán fizetéstelen tanársegéd volt. 1934-ben elnyerte a berlini Collegicum Hungaricum ösztöndíját. Az 1940-es évek elején megfosztották klinikai állásától. 1945 februárjában Kőszegen munkaszolgálatosként vesztette életét.
1939. június 7-én Budapesten, a Terézvárosban házasságot kötött Virág Máriával, Virág Antal és Lovas Ilona lányával.

## Művei
- A bőr hajszálereinek viselkedése a vérnyomás ingadozása esetén. – Az aorta billentyűk megnagyobbodása aortitis luetica folyamán. (Magyar Orvosi Archivum, 1930)
- A subleukaemiás (óriássejtes) myelosisról. (Orvosi Hetilap, 1930, 33.)
- A légembolia okozta szívelváltozások kimutatása elektrokardiographiai úton. Egedy Elemérrel, Dudits Andorral. (Orvosi Hetilap, 1933, 29–30.)
- Vesebajosok thyreoideáinak vizsgálata. (Magyar Orvosi Archivum, 1934)
- Az emberi szív systoletérfogatának és perctérfogatának vizsgálata. (Orvosképzés, 1934, 5.)
- Az alkoholhatás dielektrographikus vizsgálata. (Orvosi Hetilap, 1934, 19.)
- Öregedés és fokozott megterhelés hatása a pulmonalis billentyűkre. Ascher Ferenccel. (Magyar Orvosi Archivum, 1935)
- Heveny vérszegénység okozta anoxaemia elektrokardiogrammja. (Orvosi Hetilap, 1935, 34.)
- A szívbillentyűk compensáló megnagyobbodása. Ascher Ferenccel. (Magyar Orvosi Archivum, 1936)
- Az emberi elektrokardiogramm ellenőrzése boncolási adatokkal. (Orvosi Hetilap, 1936, 29.)
- A pulmonocoronariás érszűkítő reflexről. Mosonyi Lászlóval. (Orvosi Hetilap, 1936, 34.)
- A vénás légembolia keringés-kórtani kérdései. Mosonyi Lászlóval. (Orvosi Hetilap, 1936, 35.)
- A savanyítás hatása a szívizomzatra. (Orvosi Hetilap, 1936, 42.)
- A vagus reflex ingerlékenységének jelentősége angina pectorisban. Mosonyi Lászlóval. (Orvosi Hetilap, 1936, 43.)
- A szívbetegek ismételt elektrokardiographiai vizsgálata. (Orvosi Hetilap, 1937, 6.)
- A cukorbaj keringéspathologiai szövődményei. I. rész. A szív elváltozásai. Weisz Rezsővel. (Orvosi Hetilap, 1937, 27.)
- Az időszakos sántítás gerincvelői alakja. (Orvosi Hetilap, 1940, 33.)
- Elektrokardiographia. Budapest, 1941
- Az R hullám ívalakú áthallásának jelentőségéről. (Gyógyászat, 1941, 12–13)
- Újabb vizsgálati eredmények az elektrokardiographiai diagnostika terén. (Orvosképzés, 1941, 2.)